# Dirty Dancing (Soundtrack)
Dirty Dancing ist das Soundtrackalbum zum gleichnamigen Film von 1987. In den USA belegte es 18 Wochen Platz 1 der Billboard-Charts und wurde mit einer Diamantenen Schallplatte (11 mal Platin) ausgezeichnet. Mit 32 Millionen Exemplaren zählt es zu den meistverkauften Alben der Musikgeschichte.

## Titelliste
1. (I’ve Had) The Time of My Life – Bill Medley & Jennifer Warnes
2. Be My Baby – The Ronettes
3. She’s Like the Wind – Patrick Swayze
4. Hungry Eyes – Eric Carmen
5. Stay (Just a Little Bit Longer) – Maurice Williams & the Zodiacs
6. Yes – Merry Clayton
7. You Don’t Own Me – The Blow Monkeys
8. Hey Baby – Bruce Channel
9. Overload – Zappacosta
10. Love Is Strange – Mickey & Sylvia
11. Where Are You Tonight? – Tom Johnston
12. In the Still of the Night – The Five Satins

(I’ve Had) The Time of My Life war ein Millionenseller und wurde mit einem Oscar für den besten Filmsong sowie mit einem Grammy für das beste Popduett ausgezeichnet.

## Kommerzieller Erfolg

### Chartplatzierungen
| ChartsChartplatzierungen       | Höchstplatzierung | Wochen |
| ------------------------------ | ----------------- | ------ |
| Deutschland (GfK)              | 1 (97 Wo.)        | 97     |
| Österreich (Ö3)                | 1 (62 Wo.)        | 62     |
| Schweiz (IFPI)                 | 1 (44 Wo.)        | 44     |
| Vereinigte Staaten (Billboard) | 1 (96 Wo.)        | 96     |

| ChartsJahrescharts (1988) | Platzierung |
| ------------------------- | ----------- |
| Deutschland (GfK)         | 1           |
| Österreich (Ö3)           | 1           |
| Schweiz (IFPI)            | 1           |

### Auszeichnungen für Musikverkäufe
Der Soundtrack wurde im Dezember 2021 mit einer 13-fachen Goldenen Schallplatte in Deutschland ausgezeichnet, damit verkaufte sich das Album über 3,25 Millionen Mal und wurde fortan zum meistverkauften Musikalbum des Landes. Das Album löste damit Mensch von Herbert Grönemeyer ab, das zwischen 2005 und 2021 das meistverkaufte Album mit 3,15 Millionen verkauften Einheiten war.
| Land/Region                  | Auszeichnungen für Musikverkäufe (Land/Region, Auszeichnung, Verkäufe) | Verkäufe    |
| ---------------------------- | ---------------------------------------------------------------------- | ----------- |
| Australien (ARIA)            | 11× Platin                                                             | 770.000     |
| Belgien (BRMA)               | Platin                                                                 | (70.000)    |
| Brasilien (PMB)              | Gold                                                                   | 100.000     |
| Dänemark (IFPI)              | 3× Platin                                                              | (60.000)    |
| Deutschland (BVMI)           | 13× Gold                                                               | (3.250.000) |
| Europa (IFPI)                | 9× Platin                                                              | 9.000.000   |
| Frankreich (SNEP)            | Diamant                                                                | (1.000.000) |
| Hongkong (IFPI/HKRIA)        | Gold                                                                   | 10.000      |
| Italien (FIMI)               | Gold (1988) · + Gold (2019)                                            | (150.000)   |
| Kanada (MC)                  | Diamant                                                                | 1.000.000   |
| Neuseeland (RMNZ)            | Platin                                                                 | 15.000      |
| Niederlande (NVPI)           | Platin                                                                 | (100.000)   |
| Österreich (IFPI)            | —                                                                      | (100.000)   |
| Polen (ZPAV)                 | Gold                                                                   | (50.000)    |
| Schweden (IFPI)              | Platin                                                                 | (100.000)   |
| Schweiz (IFPI)               | 5× Platin                                                              | (250.000)   |
| Spanien (Promusicae)         | 4× Platin                                                              | (400.000)   |
| Vereinigte Staaten (RIAA)    | 14× Platin                                                             | 14.000.000  |
| Vereinigtes Königreich (BPI) | 10× Platin                                                             | (3.150.000) |
| Insgesamt                    | 6× Gold · 56× Platin · 3× Diamant ·                                    | 24.885.000  |